# Episodi di Grace Under Fire (seconda stagione)
La seconda stagione della serie televisiva Grace Under Fire è stata trasmessa in anteprima negli Stati Uniti d'America dalla ABC tra il 20 settembre 1994 e il 24 maggio 1995.
| nº | Titolo originale                 | Titolo italiano | Prima TV USA      | Prima TV Italia |
| -- | -------------------------------- | --------------- | ----------------- | --------------- |
| 1  | Grace Under Water                |                 | 20 settembre 1994 |                 |
| 2  | Good Ol' Grace                   |                 | 27 settembre 1994 |                 |
| 3  | June 15, 1997                    |                 | 4 ottobre 1994    |                 |
| 4  | Pitch and Woo                    |                 | 11 ottobre 1994   |                 |
| 5  | Jimmy's Girl                     |                 | 18 ottobre 1994   |                 |
| 6  | Splitsville                      |                 | 25 ottobre 1994   |                 |
| 7  | The Road to Paris, Texas         |                 | 8 novembre 1994   |                 |
| 8  | Dear Grace                       |                 | 15 novembre 1994  |                 |
| 9  | Cold Turkey                      |                 | 22 novembre 1994  |                 |
| 10 | Ka-Boom                          |                 | 29 novembre 1994  |                 |
| 11 | Grace vs. Wade                   |                 | 6 dicembre 1994   |                 |
| 12 | The Holidays                     |                 | 13 dicembre 1994  |                 |
| 13 | The Good Mother                  |                 | 3 gennaio 1995    |                 |
| 14 | No Money Down                    |                 | 17 gennaio 1995   |                 |
| 15 | Aging Gracefully                 |                 | 31 gennaio 1995   |                 |
| 16 | Hello, I'm Your Mother           |                 | 7 febbraio 1995   |                 |
| 17 | Grace at the Campfire            |                 | 14 febbraio 1995  |                 |
| 18 | Emmet Bypass                     |                 | 21 febbraio 1995  |                 |
| 19 | Matthew Come Home                |                 | 28 febbraio 1995  |                 |
| 20 | A Night at the Opera             |                 | 14 marzo 1995     |                 |
| 21 | Memphis Bound                    |                 | 29 marzo 1995     |                 |
| 22 | Sticks and Stones                |                 | 5 aprile 1995     |                 |
| 23 | Mother & Son & Father Reunion    |                 | 3 maggio 1995     |                 |
| 24 | When It Rains, They Pour         |                 | 10 maggio 1995    |                 |
| 25 | You Can Lead a Horse to Water... |                 | 17 maggio 1995    |                 |
| 26 | Jimmy Goes Away                  |                 | 24 maggio 1995    |                 |